# Popis općina u Republici Srpskoj
Slijedi popis općina u Republici Srpskoj:
- Banja Luka
- Berkovići
- Bijeljina
- Bileća
- Bosanska Dubica
- Bosanska Gradiška
- Bosanska Kostajnica
- Bosanska Krupa
- Bosanski Brod
- Bosanski Novi
- Bosanski Šamac
- Bratunac
- Čajniče
- Čelinac
- Derventa
- Doboj
- Donji Žabar
- Foča
- Gacko
- Han-Pijesak
- Istočna Ilidža
- Istočni Drvar
- Istočni Mostar (općina)
- Istočni Stari Grad
- Istočno Novo Sarajevo
- Jezero
- Kalinovik
- Kotor-Varoš
- Kupres (RS)
- Laktaši
- Lopare
- Ljubinje
- Milići
- Modriča
- Mrkonjić Grad
- Nevesinje
- Novo Goražde
- Osmaci
- Oštra Luka
- Pale
- Pelagićevo
- Petrovo
- Prijedor
- Prnjavor
- Ribnik
- Rogatica
- Rudo
- Skender Vakuf
- Sokolac
- Srbac
- Srebrenica
- Srebrenik
- Šekovići
- Šipovo
- Teslić
- Trebinje
- Trnovo (RS)
- Ugljevik
- Višegrad
- Vlasenica
- Vukosavlje
- Zvornik